# Instituto de Microbiología y Zoología Agrícola
El Instituto de Microbiología y Zoología Agrícola (IMYZA) es una unidad funcional del Instituto Nacional de Tecnología Agropecuaria (INTA) de Argentina. Forma parte del Centro de Investigación en Ciencias Veterinarias y Agronómicas (CICVyA).
Su objetivo es contribuir a la obtención de productos agropecuarios de mayor calidad minimizando el impacto ambiental. En ese sentido se han desarrollado tecnologías de bioinsecticidas, biofunguicidas, biofertilizantes y para el aprovechamiento de metabolitos y residuos.

## Proyectos
- Desarrollo de herramientas para el manejo integrado de artrópodos perjudiciales
- Estrategias de bajo impacto ambiental para el manejo de enfermedades de las plantas
- Generación de conocimientos para el manejo de enfermedades para una producción agroecológica
- Plan de gestión Red Recursos Genéticos Microbianos
- Prospección y caracterización funcional de genes de interés biotecnológico
- Tecnologías y estrategias de gestión de residuos y efluentes en sistemas agropecuarios y agroindustriales

## Autoridades
- Directora interina: Mariana Mabel Viscarret